# Wiktor Jundziłł
Wiktor Jundziłł herbu Łabędź (ur. 8 października 1790 w Grodnie, zm. 11 lutego 1862) – szlachcic polski, mąż wnuczki króla Stanisława Augusta Poniatowskiego – Teresy Cichockiej. Znany działacz emigracji polskiej, działający w Szwajcarii, bliski znajomy Adama Mickiewicza. Był sympatykiem znanego twórcy sekty religijnej Andrzeja Towiańskiego "Sprawa Boża". 
Pochodził z ziemiańskiej rodziny na Litwie był synem Franciszka podkomorzego grodzieńskiego. Brał udział w wyprawie Napoleona na Moskwę w 1812. Kiedy w 1834 na wezwanie rządu rosyjskiego nie wrócił do kraju, majątek jego uległ konfiskacie. W dwa lata później uzyskał obywatelstwo szwajcarskie i przeniósł się najpierw do Fryburga, potem do Lozanny, gdzie zakupił posiadłość zwaną "Campagne Litwa". Polityką się nie zajmował. Żył tylko sprawami miasta i kantonu, pracując w Radzie Pedagogicznej i w innych agendach administracji miasta Lozanny.
Jundziłłowie wraz z dziesięciorgiem dzieci mieszkali w tym samym domu, co przebywający podówczas w Lozannie Adam Mickiewicz. Jundziłł przez pewien krótki czas sympatyzował ze "Sprawą Bożą", ale nie zgłaszał akcesu do paryskiego koła towiańczyków. Mickiewicz na próżno starał się w późniejszym okresie zjednać go dla Towiańskiego.
Jundziłł często oddawał przysługi Mickiewiczowi. Nieraz udzielał mu pożyczek pieniężnych i materialnie wspomagał osiadłych w Lozannie emigrantów polskich. Poeta, opuszczając Lozannę, na pożegnanie ofiarował Jundziłłowi egzemplarz Ksiąg narodu i pielgrzymstwa polskiego, dedykując ją "Jundziłłowi na pamiątkę drogiej dla mnie przyjaźni". Mickiewicz po powrocie do Paryża utrzymywał w dalszym ciągu kontakty i korespondencję z Jundziłłami.